# Remember (風間三姉妹の曲)
「Remember」（リメンバー）は、浅香唯、大西結花、中村由真からなるアイドル・ユニット風間三姉妹の楽曲。1987年10月14日発売。

## 解説
- 3人が主演を務めたフジテレビ系ドラマ『スケバン刑事III 少女忍法帖伝奇』主題歌[3]。Neutron city作『解放特区学園エンコー部』イメージソング。
- 同ドラマによる単発ユニットのため、風間三姉妹として発売したのはこの曲のみである。ただし、2015年に同じ3名で新曲をリリースした時は風間三姉妹を使用せず3名の名前でリリースされている。
- 翌年発売された劇場版サウンドトラック『スケバン刑事・風間三姉妹の逆襲』には、Power Up Mixとしてリミックスバージョンが収録されている（同バージョンは、のちに浅香のCD-BOX『浅香唯大全集 THE COMPLETE BOX』、ベスト・アルバム『Present』の紙ジャケットCD、『浅香唯 30周年記念コンプリートBOX』にも収録された）。
- 浅香、大西それぞれのソロ・アルバムには、ソロ・バージョンが収録されている。中村は3人のバージョンを収録（下記関連作品参照）。
- B面の「スケバン刑事III 主題歌メドレー」は、浅香が歌った主題歌3曲「STAR」「瞳にSTORM」「虹のDreamer」のメドレーとなっている。

## 収録曲
1. Remember
  - 作詞: 湯川れい子、作曲: 来生たかお、編曲: 中村哲
2. スケバン刑事III 主題歌メドレー（STAR〜瞳にSTORM〜虹のDreamer）
  - 作詞: 有川正沙子、湯川れい子、作曲: タケカワユキヒデ、井上大輔、編曲: 鷺巣詩郎、新川博
3. 風間唯メッセージ
  - レコードとシングルカセットではメッセージが異なる。

## 関連作品
- Remember
  - 浅香唯のアルバム
    - Present - シングル・バージョンと浅香唯ソロ・バージョンを収録（2010年発売の紙ジャケットCDにはPower Up Mixもボーナストラックとして収録）。
    - シングル・コレクション
    - 浅香唯大全集 THE COMPLETE BOX - シングル・バージョン、浅香唯ソロ・バージョン、Power Up Mixの3パターンを収録。
    - CRYSTALS 〜25th Anniversary Best〜
    - 浅香唯 ザ・ベスト
    - 浅香唯 30周年記念コンプリートBOX

  - 大西結花のアルバム
    - Memory／大西結花ベスト - 大西結花ソロ・バージョン（アレンジ違い）を収録。

  - 中村由真のアルバム
    - Graduation
- スケバン刑事III 主題歌メドレー
  - 浅香唯大全集 THE COMPLETE BOX
  - Present（2010年発売の紙ジャケットCDにボーナストラックとして収録）
  - 浅香唯 30周年記念コンプリートBOX
- 風間唯メッセージ
  - 浅香唯大全集 THE COMPLETE BOX
  - 浅香唯 30周年記念コンプリートBOX